# Stanisław Okulicz
Stanisław Okulicz (ur. 2 października 1878 w Żurominie, zm. 7 września 1967 w Warszawie) – starosta i sędzia Najwyższego Trybunału Administracyjnego w okresie II Rzeczypospolitej.

## Życiorys
Był absolwentem studiów prawniczych na Uniwersytecie Warszawskim, w latach 1899–1915 pracował w Warszawie jako adwokat. Od sierpnia 1915 do listopada 1918 służył w straży obywatelskiej i milicji miejskiej w Warszawie, jako komisarz, następnie nadkomisarz. Od 11 listopada 1918 do 21 grudnia 1920 był w tym mieście komisarzem rządowym. Od 22 grudnia 1920 do 1 lipca 1927 starostą powiatu warszawskiego
Od 1926 przez rok pełnił funkcję prezesa Towarzystwa Miłośników Karczewa.
Od lipca 1927 sprawował funkcję Naczelnika Wydziału Administracyjnego w Urzędzie Wojewódzkim w Warszawie, od października 1928 był oddelegowany na stanowisko naczelnika Wydziału Administracyjnego w Ministerstwie Spraw Wewnętrznych. 7 czerwca 1929 Prezydent RP mianował go sędzią Najwyższego Trybunału Administracyjnego.
Zasiadał w zarządzie głównym Zrzeszenia Sędziów i Prokuratorów RP, wówczas był przewodniczącym Komisji Opiniowania Projektu Ordynacji Adwokackiej.
Pochowany na cmentarzu Powązkowskim w Warszawie (kwatera 97-6-22).

## Ordery i odznaczenia
- Krzyż Kawalerski Orderu Odrodzenia Polski (2 maja 1923)[7][8]
- Złoty Krzyż Zasługi (10 sierpnia 1924)[9]

## Upamiętnienie
Jego imieniem nazwano Sanatorium Sejmikowe w Otwocku.